# Vladímir Filíppov
Vladímir Mijáilovich Filipóv es el actual rector de la Universidad Rusa de la Amistad de los Pueblos. Doctor en Ciencias Físico-Matemáticas, catedrático y académico de la Academia Rusa de Educación, Мinistro de Educación de la Federación de Rusia, cargo que ocupó bajo cuatro gobiernos (1998-2004)

## Biografía
Vladímir Filíppov nació el 15 de abril de 1951 en la ciudad de Uriúpinsk en la provincia de Stalingrado, en el seno de una familia formada por un militar y una enfermera.
Entre 1958 y 1968 estudió en el colegio nº 2 Pushkin de Uriúpinsk. A partir del 4º grado era un alumno sobresaliente, se dedicaba al deporte y era líder de diferentes organizaciones escolares. Fue galardonado con una medalla de plata por los excelentes resultados en los estudios.
1968-1973, cursó sus estudios en la Universidad de la Amistad de los Pueblos Patricio Lumumba. Egresado con honores por la Facultad de las Ciencias Físico-Matemáticas y Naturales con especialidad en Matemáticas. 
1973-1975 – Estudiante de posgrado.
1975-1976 – Servicio militar en las Fuerzas Armadas de la URSS.
1976-1979 – Presidente del Consejo de Jóvenes Científicos de la Universidad.
1979-1980 – Asistente en la cátedra de Matemáticas Superiores de la Universidad.
En 1980 presentó la tesis de candidato a doctor en ciencias en el Instituto de Matemáticas Steklov de la Academia de Ciencias de la URSS, con la especialidad en Análisis Matemático en la Escuela Matemática Nikolski; bajo la dirección científica del miembro correspondiente de la Academia de Ciencias de la URSS, el catedrático L. Kudriávtsev.
1980-1987 – Jefe del departamento científico de la Universidad.
1983-1984 – Labor científica en materia de matemáticas en la Universidad Libre de Bruselas (Bélgica).
1985-2000 – Jefe de la cátedra de Análisis Matemático de la Universidad de Rusia de la Amistad de los Pueblos (URAP).
En 1986 presentó su tesis para doctor en ciencias en el Instituto de Matemáticas Steklov de la Academia de Ciencias de la URSS, con la especialidad en Análisis Matemático.
1987 – Recibió el título de catedrático en la cátedra de Análisis Matemático.
Febrero de 1987 – diciembre de 1989 – Secretario del comité partidista de la Universidad de la Amistad de los Pueblos.
Diciembre de 1989 – junio de 1993 – Decano de la Facultad de Ciencias Físico-Matemáticas y Naturales de la URAP.
En dos ocasiones fue elegido diputado del Soviet de Moscú (1987–1993); presidente de la comisión permanente del Soviet de Moscú para relaciones exteriores, así como miembro del Presidium del Soviet de Moscú.

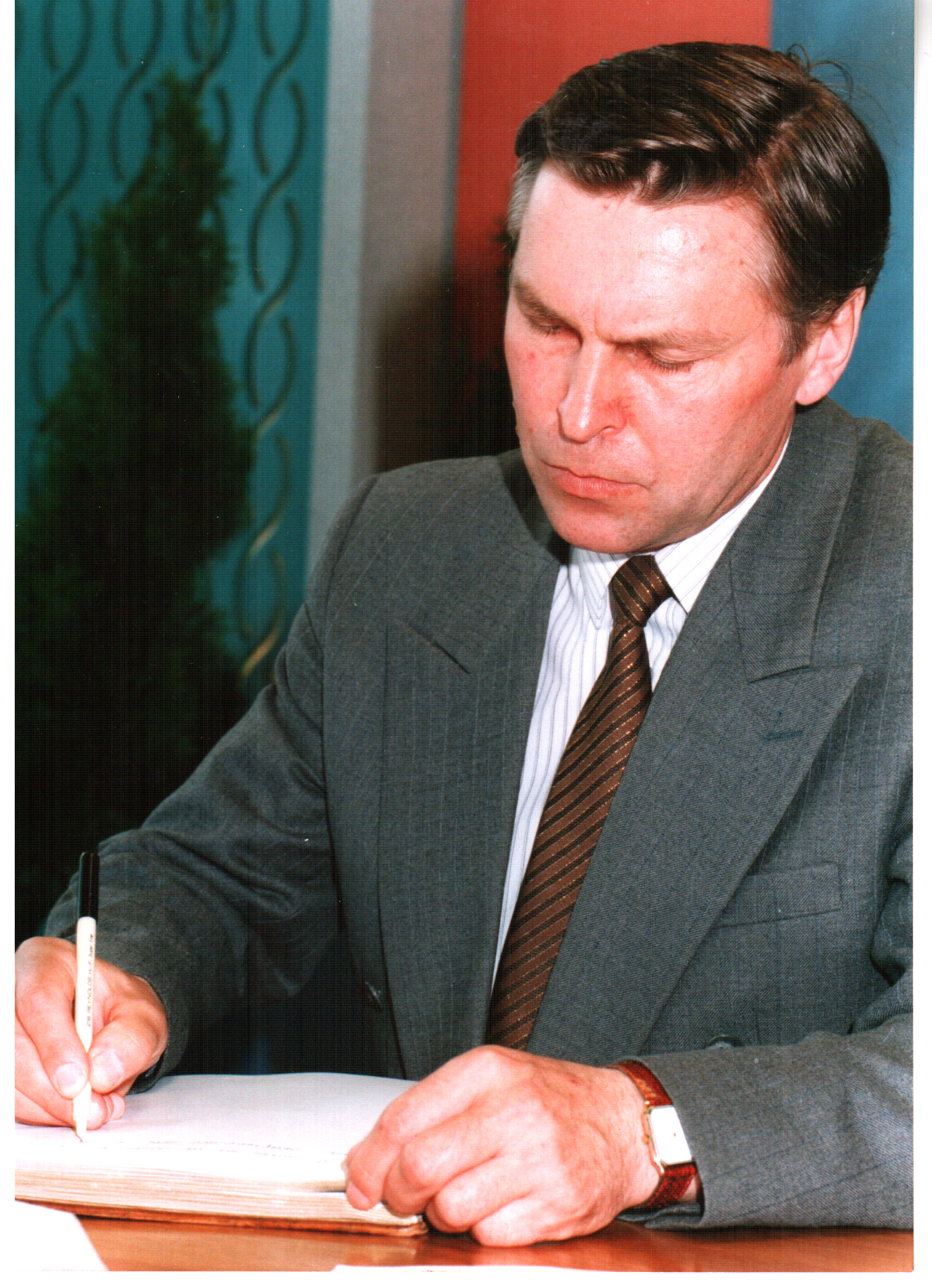
Vladimir Filippov

Junio de 1993 – septiembre de 1998 – Rector de la Universidad de Rusia de la Amistad de los Pueblos.
Septiembre de 1998 – marzo del 2004 – Ministro de Educación de la Federación de Rusia, cargo que ocupó bajo cuatro gobiernos.
Abril del 2004 – marzo del 2005 – Asesor del Jefe de Gobierno de la Federación de Rusia para la Educación y Cultura.
A partir de 2000 – Jefe de la cátedra de Política Comparativa de Educación, cátedra de la UNESCO.
A partir de marzo del 2005 – Rector de la URAP (elegido en 2005 y reelegido en 2010).
Es autor de más de 240 obras científicas y de metodología, también de 30 monografías, dos de ellas traducidas al inglés y publicadas en EE. UU., por la Sociedad Americana de Matemáticas.
Domina el idioma francés e inglés.
Casado, padre de dos hijos.

## El papel de V. Filíppov en la modernización de la educación rusa

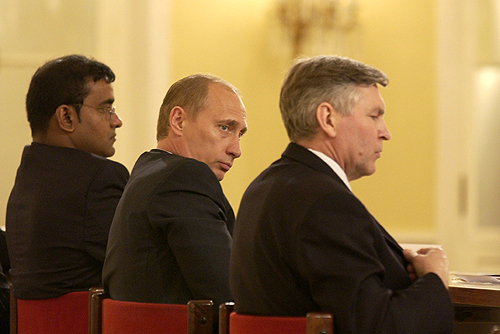
Vladimir Putin y Vladimir Filippov. 14 de mayo de 2003

Después de incorporarse al Gobierno de Y. Primakov en septiembre de 1998 (tras el “default” de agosto de 1998) con el apoyo de la viceprimera ministra V. Matvienko, V. Filíppov logró organizar la labor para estabilizar la situación en la esfera educativa del país.
En 1999 – tras 7 años de intentos frustrados por parte de otros gobiernos de Rusia – se aprobó el Programa Federal para el desarrollo de la Educación rusa para los años 2000-2004, que suponía asignar anualmente fondos adicionales por parte del Estado para el desarrollo educativo.
Por la iniciativa y bajo la dirección de V. Filíppov, empezó una modernización activa del sistema de la Enseñanza nacional. En enero de 2000, tras 12 años, reanudó su funcionamiento la Asamblea de Empleados de Educación de Rusia. 5.000 delegados se reunieron en el Kremlin para definir los problemas de la esfera educativa y encontrar nuevas vías para su modernización. En la conferencia que incluso contó con la participación del entonces presidente V. Putin, fue redactada y posteriormente ratificada por el Gobierno, la Doctrina Nacional de Educación para los próximos 25 años.    
En 2001 bajo la supervisión de V. Filíppov fue elaborado el Programa de la Modernización de la Educación rusa para el período hasta el año 2010. Con el apoyo del presidente Putin la iniciativa recibió el visto bueno en el Consejo de Estado de Rusia y fue promulgada por el Ejecutivo. El documento estipula los siguientes puntos:  
- Informatización de la enseñanza escolar: computarización de colegios, creación del software necesario para la enseñanza secundaria, la capacitación profesional del personal docente en materia de TIC;

- Desarrollo de nuevos estándares de la enseñanza secundaria, destinados a adecuar el contenido de la educación secundaria, hacer hincapié en el estilo de vida saludable de los menores a través de reorganizar la materia de la educación física e introducir nuevas formas de aplicación del deporte en colegios;

- Introducción de clases de idiomas extranjeros en el 2º grado; dominio de dos lenguas extranjeras en institutos de educación secundaria;

- Introducción del sistema de perfiles profesionales en los últimos años del período escolar;

- Optimación de la red de colegios rurales e implementación del Programa de autobuses escolares;

- Regulación de la publicación de literatura docente para elevar su nivel de calidad;

- Aumento del rango en el sistema de calificación en los colegios;

- Traslado de la remuneración del personal de educación general del nivel municipal al nivel de entidades federativas de Rusia;

- Elaboración de la financiación reglamentada per cápita de la educación secundaria, con consideración de la particularidad de los colegios minoritarios y especializados;

- Dotación de equipamiento deportivo y literatura a todas las instituciones de enseñanza secundaria;

- Definición de todos los colegios de Rusia como entidades jurídicas;

- Introducción de nuevos estatutos para instituciones educativas;

- Creación de patronatos en colegios y universidades del país;

- Reorganización del sistema de alimentación en instituciones docentes;

- Introducción del Examen Estatal Unificado y la creación del sistema de admisión universitaria a base de olimpíadas científicas regionales, universitarias y nacionales;

- Introducción del sistema de admisión universitaria con propósito especial;

- Aumento considerable del presupuesto destinado a la renovación y mantenimiento de residencias estudiantiles y ampliación de las posibilidades de alojar a estudiantes provenientes de otras ciudades;

- Estratificación de instituciones de enseñanza superior, establecimiento de categorías para universidades principales;

- Elaboración de estándares de nueva generación de todos los niveles de educación profesional – inicial, secundario y profesional superior;

- Integración del sistema ruso de enseñanza superior en el sistema europeo de educación. En 2000 Rusia promulgó el Convenio sobre Reconocimiento de Cualificaciones Relativas a la Educación Superior en la Región Europea y en 2003 pasó a formar parte del Proceso de Bolonia (Berlín, septiembre del 2003);

- Traslado al sistema de niveles múltiples de educación superior (“bachiller – máster”), introducción del sistema de “créditos” – “unidades de calificación”;

- Optimación, reducción de la lista de profesiones y especialidades en todos los niveles de educación profesional;

- Monitoreo del abastecimiento técnico y material a instituciones docentes, y suministro  de equipos técnicos, instalaciones y aparatos;

- Introducción de becas sociales para estudiantes de pocos recursos, además de becas académicas;

- Creación del sistema de créditos púbicos educativos para estudiantes universitarios;

- Elaboración del sistema de apoyo médico, psicológico y pedagógico para minusválidos, creación de un ámbito sin barreras para la comunicación y la integración de discapacitados en instituciones docentes;

- Creación del sistema independiente de calificación y control de la calidad de la enseñanza en todos los niveles del sistema educativo;

- Creación de portales electrónicos educativos para la educación secundaria y superior, así como de la biblioteca virtual nacional para la enseñanza superior;

- Institución de comisionados para los derechos del menor a nivel federal y regional;

- Previsión de necesidades del mercado laboral, adecuación del sistema de admisión de estudiantes a instituciones de educación elementaria, secundaria y superior; institución de Consejos para el desarrollo integral de la educación profesional y la preparación del personal en todas las entidades federativas de Rusia;

- Creación del sistema universitario y nacional de ayuda a los egresados a encontrar empleo.[1]

## Actividad científica y organizadora
1994 – 1997 – Miembro del grupo de trabajo del Consejo de Europa/UNESCO para la elaboración del Convenio sobre Reconocimiento de Cualificaciones Relativas a la Educación Superior (1997).
1995 – 1998 – Miembro del Comité del Consejo de Europa para la Educación (representante de la Federación de Rusia).
En 2000 V. Filíppov fue elegido miembro correspondiente de la Academia Rusa de Educación, en 2001 – miembro de número, académico, y en 2004 y 2009 – fue nombrado miembro del Presídium de la Academia Rusa de Educación.
En 2003 fue elegido miembro extranjero de la Academia Ucraniana de Enseñanza.
A partir de 1993 – Miembro del Presídium del Consejo de rectores de universidades de Moscú y la provincia de Moscú.
A partir de 1997 – Vicepresidente de la Asociación Euroasiática de Universidades.
1999 – 2008 – Miembro del Consejo Administrativo del Instituto Internacional de la UNESCO para la Utilización de las Tecnologías de la Información en la Educación.
1999 – 2009 – Miembro del Consejo de Vigilancia СЕРЕS – Centro Europeo para la Educación Superior de la UNESCO (Bucarest, Rumania).
A partir de 1998 – Miembro de la Comisión Superior de Títulos del Ministerio de Educación y Ciencia de Rusia.
2006 – 2009 – Presidente del Comité Internacional de Organización de la UNESCO para la celebración de la Conferencia Mundial sobre Educación Superior; en la Conferencia Mundial (París, julio del 2009) fue elegido presidente de la Comisión para la redacción del Comunicado de la Conferencia Mundial sobre Educación Superior.

## Reconocimientos
V. Filíppov ha sido galardonado con:
- Orden de la Amistad (1995);

- Agradecimiento del presidente de la Federación de Rusia, B. Yeltsin (1999);

- Agradecimiento del presidente de la Federación de Rusia, D. Medvédev (2011);

- Premio del presidente de la Federación de Rusia en esfera de Educación (2000);

- Orden de la Corona de la clase “Gran Oficial” (Bélgica) (2000);

- Orden por Méritos ante la Patria de IV clase (2001);

- Orden de la Legión de Honor (Francia) (2002);

- Orden del Santo reverendo príncipe Daniel de Moscú de la Iglesia Ortodoxa Rusa (2002);

- Orden por Méritos en invención de la clase “Comendador” (Bélgica) (2003);

- Orden de Francisco de Paula Santander (Colombia) (2008);

- Medalla “En la Memoria del 850º Aniversario de Moscú”, 1997;

- Medalla por Méritos en la Esfera Social y Laboral de la Federación de Rusia (2002);

- Medalla por Méritos en el Desarrollo del Movimiento Olímpico en Rusia (2003);

- Medalla de la UNESCO por el Aporte al Desarrollo de la Educación, Ciencia y Cultura (2010),

- V. Filíppov también ha recibido una serie de otras medallas, premios y condecoraciones de diferentes países, ministerios y entidades federativas de Rusia.